# Giulia Steingruber
Giulia Steingruber (San Gallo, 24 marzo 1994) è un'ex ginnasta svizzera.
Nel 2015 si laurea campionessa d'Europa nel concorso individuale, diventando la prima donna svizzera a vincere una medaglia d'oro europea nel concorso individuale . Nel 2016 si aggiudica la medaglia di bronzo al volteggio alle Olimpiadi di Rio de Janeiro, diventando la prima ginnasta svizzera a riuscire nell'impresa.
Nel 2017 conquista nuovamente il bronzo al volteggio ai Mondiali di Montréal. Inoltre è stata quattro volte campionessa europea al volteggio (2013, 2014, 2016 e 2021) e al corpo libero (2016), così come campionessa nazionale svizzera del 2013 e 2014.

## Carriera

### 2011: Campionati del Mondo di Tokyo
In primavera, compete ai Campionati europei, classificandosi nona nel concorso generale e sesta al volteggio. Viene selezionata per partecipare ai Campionati del Mondo di Tokyo in ottobre. Si classifica sedicesima nel concorso individuale e quinta al volteggio.

### 2012: Europei di Bruxelles; Olimpiadi di Londra; Coppa del Mondo di Stoccarda
Vince la medaglia di bronzo al volteggio ai Campionati europei. Partecipa alle Olimpiadi di Londra 2012, unica ginnasta svizzera, classificandosi quattordicesima nel concorso generale individuale, con un punteggio complessivo di 56.148.
Dopo le Olimpiadi, compete alla Swiss Cup di Zurigo dove vince la medaglia d'argento. Compete anche alla Coppa del Mondo di Stoccarda dove vince la medaglia di bronzo nel concorso individuale.

### 2013: Europei di Mosca, Mondiali di Anversa
A marzo viene selezionata per far parte della squadra nazionale che partecipa al Trofeo Città di Jesolo. Il 16 e 17 marzo compete all'Internationaux de France, tappa valida per il circuito di Coppa del mondo. Dopo la prima giornata di gara, Giulia riesce a qualificarsi al volteggio, parallele e corpo libero, classificandosi in finale rispettivamente al primo, primo e sesto posto. Alla World Cup di Doha vince la medaglia di bronzo al volteggio.
Viene convocata per partecipare ai Campionati Europei di Mosca, dove arriva terza nel concorso individuale, ma a causa di un pareggio le viene assegnato il quarto posto, a favore della rumena Diana Bulimar. Nella finale al volteggio vince l'oro davanti a Larisa Iordache e Noël Van Klaveren, al corpo libero arriva sesta.
A settembre vince i Campionati Nazionali e viene selezionata per partecipare ai Campionati Mondiali di Anversa. Durante le qualificazioni, arriva ottava nel concorso individuale, quinta al volteggio e settima al corpo libero. Nella finale all-around, migliora il punteggio di qualificazione e finisce settima. Al corpo libero arriva quinta (14.333) alla pari con la statunitense Kyla Ross e al volteggio finisce quarta, con una media di 15.233.

### 2014: American Cup
Nel mese di gennaio, viene annunciata la sua partecipazione all'American Cup, in marzo. A febbraio, viene annunciata la partecipazione anche alla 
Tokyo World Cup di aprile. Partecipa alla American Cup. Con tre buoni esercizi vince la medaglia di bronzo individuale dietro alle statunitensi Elizabeth Price e Brenna Dowell. Più tardi nello stesso mese si infortuna al ginocchio in allenamento e si ritira dalle ultime due tappe di coppa del mondo a Doha e Tokyo. Si riprende in tempo per competere alla Osijek World Cup, dove vince l'oro al corpo libero, l'argento al volteggio, il bronzo alla trave e si classifica quinta alle parallele.
Partecipa agli Europei di Sofia 2014: nella finale a squadre la Svizzera termina all'8º posto.
Nella finale di specialità al volteggio vince la medaglia d'oro con 14,666 punti; in quella al corpo libero la medaglia di bronzo (14.500); in quella alla trave invece finisce in ultima posizione a causa di una caduta (13.200).
Viene invitata, insieme a Claudio Capelli e Caterina Barloggio, al Memorial Arthur Gander del 29 ottobre. Esegue due buoni salti al volteggio (14.400 - 14.500), ma cade durante l'esercizio alla trave (13.350). Finisce la gara al quarto posto.

### 2015: Coppa del Mondo di Doha; Campionessa d'Europa; Giochi Europei di Baku
Ritorna in competizione all'Austrian Team Open nel mese di febbraio, dove vince l'oro nel concorso individuale e l'argento con la squadra. Vince poi l'oro al volteggio e al corpo libero e l'argento alla trave alla Coppa de Mondo di Doha a marzo.
Ai Campionati Europei di Montpellier, in Francia, si qualifica prima per le finali al volteggio e corpo libero, seconda nel concorso individuale e settima alla finale alle parallele. È la prima ginnasta svizzera a vincere il titolo individuale europeo passando avanti alla russa Marija Charenkova e all'inglese Elissa Downie. Nelle finali ad attrezzo, non riesce a difendere il titolo al volteggio, aggiudicandosi comunque l'argento alle spalle della russa Marija Paseka. Si classifica poi sesta alle parallele e conferma la sua medaglia di bronzo al corpo libero.
A maggio vince il bronzo al volteggio e alle parallele alla Coppa del Mondo di Varna. A giugno rappresenta la Svizzera ai I Giochi europei di Baku. Vince la medaglia d'argento nel concorso individuale dietro solo alla russa Alija Mustafina, qualificandosi inoltre per la finale a volteggio, trave e corpo libero, dove centra il podio in tutti e tre i casi.
In seguito partecipa ai Campionati Mondiali di Glasgow piazzandosi al quinto posto nella finale individuale, mentre giunge settima nella finale al volteggio e a causa di un infortunio al ginocchio è costretta a disertare la finale del corpo libero.

### 2016: Europei di Berna e Olimpiadi di Rio de Janeiro
Agli Europei di Berna Steingruber vince la medaglia d'oro al volteggio e al corpo libero davanti, in entrambi i casi, all'inglese Elissa Downie.
Unica ginnasta femminile a rappresentare la Svizzera alle Olimpiadi di Rio de Janeiro 2016, si qualifica alla finale del concorso individuale posizionandosi quattordicesima col punteggio 56.899. Si qualifica anche alle finali di volteggio e corpo libero, rispettivamente con un terzo (15.266) e quarto posto (14.666). L'11 agosto Steingruber gareggia nella finale individuale piazzandosi decima col punteggio 57.565. Al volteggio vince la medaglia di bronzo (15.216) dietro la russa Marija Paseka (15.253) e la statunitense Simone Biles (15.966). Questo bronzo vinto da Giulia Steingruber rappresenta in assoluto la prima medaglia olimpica conquistata dalla Svizzera nella ginnastica. Alla finale del corpo libero cade due volte e termina ottava col punteggio 11.800.

### 2017: Mondiali di Montreal
Nell'ottobre 2017 prende parte ai Campionati mondiali di Montreal. Partecipa alla finale all around, concludendo la gara in settima posizione. Gareggia anche nella finale al volteggio, dove vince la medaglia di bronzo (con la media di 14,466) dietro a Maria Paseka e Jade Carey.

### 2018: infortunio
A luglio 2018, durante una competizione in Francia, si frattura la tibia, il crociato e il menisco durante un esercizio al corpo libero: l'infortunio le impedisce di prendere parte sia agli Europei che ai Mondiali.

### 2019: rientro in gara e Mondiali
Il settembre 2019 segna il suo ritorno in gara dopo più di un anno dall'infortunio: prende infatti parte ai Campionati svizzeri, vincendo l'all around con 53,100, e viene convocata per i Mondiali di Stoccarda.
Ai Mondiali si qualifica per la finale all around, oltre ad essere la prima riserva per la finale al volteggio e la terza al corpo libero. Termina la gara all around in 18ª posizione.

### 2021: Olimpiadi di Tokyo
Il 25 luglio gareggia nelle Qualificazioni accedendo alla finale all-around, oltre ad essere la prima riserva al volteggio.
Il 29 luglio partecipa alla finale all around terminando al quindicesimo posto.